# فرهنگ کوه‌نوردی و غارنوردی ایران
فرهنگ کوه‌نوردی و غارنوردی ایران دانشنامه‌ای از اطلاعات مربوط به کوه‌نوردی و غارنوردی است که به همت داوود محمدی‌فر در سال در تهران توسط انتشارات سبزان منتشر شده است.
این کتاب ۸۰۲ صفحه دارد و اطلاعاتی درباره کوه‌ها و غارهای ایران و جهان، کوهنوردان ایران و دیگر کشورها، اصطلاحات کوه‌نوردی و غارنوردی و دیگر اطلاعات مربوط به صورت الفبایی در آن جمع‌آوری شده است.
کتاب مصور است و نقشه‌هایی نیز دارد.
جلد دوم این کتاب در سال ۱۳۹۶ توسط انتشارات سبزان به چاپ رسیده است